# Anwerbeabkommen zwischen der Bundesrepublik Deutschland und Tunesien
Das Anwerbeabkommen zwischen der Bundesrepublik Deutschland und der Tunesischen Republik wurde am 7. Oktober 1965 während der Amtszeit des Kabinetts Erhard I unterzeichnet und führte, trotz gegenteiliger vertraglicher Ausgestaltung (Befristung der Aufenthaltsdauer auf maximal zwei Jahre, sogenanntes Rotationsprinzip), zum Beginn einer tunesischen Einwanderung in die Bundesrepublik Deutschland. Die angeworbenen Arbeiter wurden in Deutschland – wie seinerzeit allgemein üblich –  als Gastarbeiter bezeichnet.
Ähnliche Anwerbeabkommen schloss die Bundesrepublik Deutschland auch mit anderen Staaten: Türkei, Griechenland, Italien, Jugoslawien, Marokko, Portugal und Spanien.

## Inhalt
Das Anwerbeabkommen mit Tunesien enthielt von Anfang an im Gegensatz zu den Anwerbeabkommen mit den westlichen Ländern einige Besonderheiten (die auch für die Abkommen mit Marokko und der Türkei galten):
- eine Anwerbung war ausschließlich für Unverheiratete vorgesehen,
- ein Familiennachzug bzw. die Familienzusammenführung wurde im Abkommen explizit ausgeschlossen,
- eine Gesundheitsprüfung und eine Eignungsuntersuchung für die anzunehmende Arbeit,
- eine Obergrenze für den Aufenthalt von 2 Jahren wurde festgeschrieben, eine Verlängerung ausgeschlossen